# 렌도바섬

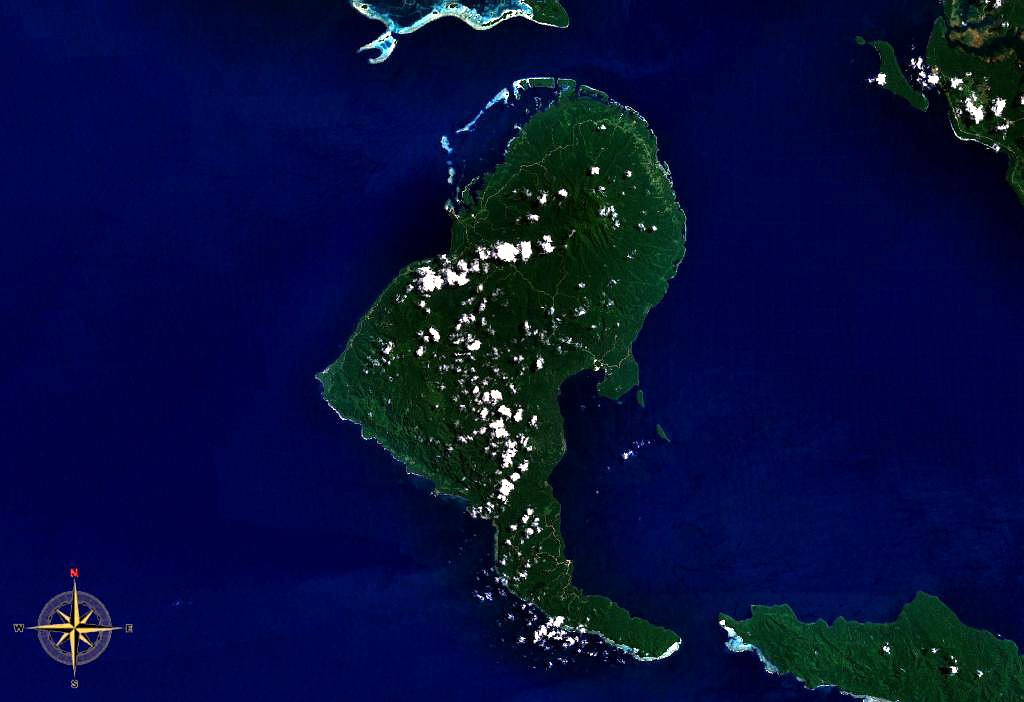
우주에서 본 렌도바섬

렌도바섬(Rendova Island)는 남태평양과 솔로몬 제도에 위치한 섬으로 면적은 411.3km2, 길이는 40km, 높이는 1,050m, 인구는 3,679명(1999년 기준)이다. 뉴조지아 제도 남서부에 위치하며 행정 구역상으로는 서부주에 속한다. 북동쪽으로는 뉴조지아섬, 남서쪽으로는 솔로몬해, 동쪽으로는 파푸아뉴기니와 접한다. 섬 전체는 열대 우림으로 뒤덮여 있다.